# Four to the Floor
Four to the Floor is een nummer van de Britse band Starsailor uit 2004. Het is de derde en laatste single van zijn tweede studioalbum Silence Is Easy.
"Four to the Floor" gaat over het sterke verlangen van de liedverteller naar een romantische partner die aan zijn zijde staat, wat leidt tot een gevoel van volledigheid en de mogelijkheid om samen een gedeeld leven te creëren. Het nummer werd in diverse Europese landen een hit. Hoewel in het Verenigd Koninkrijk een bescheiden 24e positie werd gehaald, bereikte de plaat in de Vlaamse Ultratop 50 de 8e positie. In Nederland deed het nummer niets in de hitlijsten.

## Tracklijst
- Cd-single

1. "Four to the Floor" (radio edit)
2. "A Message"

- 10"

1. "Four to the Floor" (radio edit)
2. "A Message"
3. "Four to the Floor" (Thin White Duke mix)